# Per Balkåsen
Per Axel Gunnar Balkåsen (* 20. März 1955) ist ein ehemaliger schwedischer Skispringer.

## Werdegang
Balkåsen gehörte 1979 zum schwedischen Nationalkader für den neu geschaffenen Skisprung-Weltcup. Seinen ersten Weltcup sprang er am 30. Dezember 1979 in Oberstdorf. Im ersten Springen nach der Vierschanzentournee 1979/80, bei der er glücklos nur auf hinteren Plätzen landete, gelang ihm in Thunder Bay mit Platz 13 der Gewinn der ersten Weltcup-Punkte seiner Karriere. Auch im französischen Saint-Nizier konnte er diesen Erfolg wiederholen und erreichte mit Platz 9 im zweiten Springen das beste Ergebnis seiner Karriere. Zum Ende der Weltcup-Saison 1979/80 stand er auf dem 57. Platz in der Weltcup-Gesamtwertung. Nachdem er den Erfolg weder in der Saison 1980/81 noch in der Saison 1981/82 wiederholen konnte, absolvierte Balkåsen am 6. Januar 1982 in Bischofshofen sein letztes Weltcup-Springen. Nach diesem Karriereende im Weltcup trat er jedoch noch bei der Nordischen Skiweltmeisterschaft 1982 in Oslo an und erreichte auf der Großschanze den 25. Platz und auf der Normalschanze den 44. Platz. Seit dem Ende seiner Karriere ist er als Renndirektor bei Springen unter anderem im Rahmen des FIS-Cup tätig.
Per Balkåsen ist der Vater von Fredrik Balkåsen.

## Erfolge

### Weltcup-Platzierungen
| Saison  | Platz | Punkte |
| ------- | ----- | ------ |
| 1979/80 | 57.   | 16     |
| 1980/81 | 76.   | 04     |